# Agnes Gerner
Agnes Miranda Elisabeth Gerner, född 2 oktober 1984, är en svensk poet.
Agnes Gerner är uppvuxen i Stockholm och har bland annat studerat litteraturvetenskap vid Uppsala universitet, där hon skrev både kandidat- och magisteruppsatser om den brittiske poeten Ted Hughes och dennes intresse för djurvärlden och ekologi. Hon har även studerat i Bryssel, är utbildad till bibliotekarie och har arbetat vid Kungliga biblioteket.
I juli 2014 debuterade hon med diktsamlingen Skall på Albert Bonniers förlag och väckte med den uppmärksamhet. Samlingen är en blandning av en personlig sorgeprocess och en fördjupad, mystisk analogi om människan som djur bland andra djur. Inspiration och illustrationer har hämtats från äldre zoologisk litteratur och inkluderar bland annat utdrag från Carl Peter Thunbergs Beskrivning på svenske djur. Som vegetarian och vegan sedan barndomen hyser hon också ett starkt djurrättsengagemang. Hon har en dotter, född 2020.

## Priser och utmärkelser
- 2015 – Katapultpriset för Skall[4]
- 2015 – Samfundet De Nios Julpris
- 2015 – Nominerad till Borås Tidnings debutantpris